# هكتور ماكغريغور
هكتور ماكغريغور (بالإنجليزية: Hector McGregor)‏ هو عسكري نيوزيلندي، ولد في 15 فبراير 1910 في Wairoa ‏ في نيوزيلندا، وتوفي في 11 أبريل 1973.